# Pietro Antonio Fiocco
Pietro Antonio Fiocco (Venetië, 3 februari 1654 - Brussel, 3 september 1714) was een Italiaanse componist en orkestleider.

## Levensloop
Fiocco moet voldoende reputatie hebben opgebouwd om te worden uitgenodigd naar Nederland. In 1681 liet hij er Helena rapita da Paride verschijnen, waarvan hij enkele delen had gecomponeerd. Ook van zijn hand zijn de missa et motetti à 1, 2, 3, 4 et 5 voci, con 3, 4 et 5 stromenti, uitgegeven in Amsterdam bij Roger. Hij had te maken met de opera die op het terrein van de klokkengieter Hemony aan de Lijnbaansgracht in Amsterdam werd opgericht na 1680. 

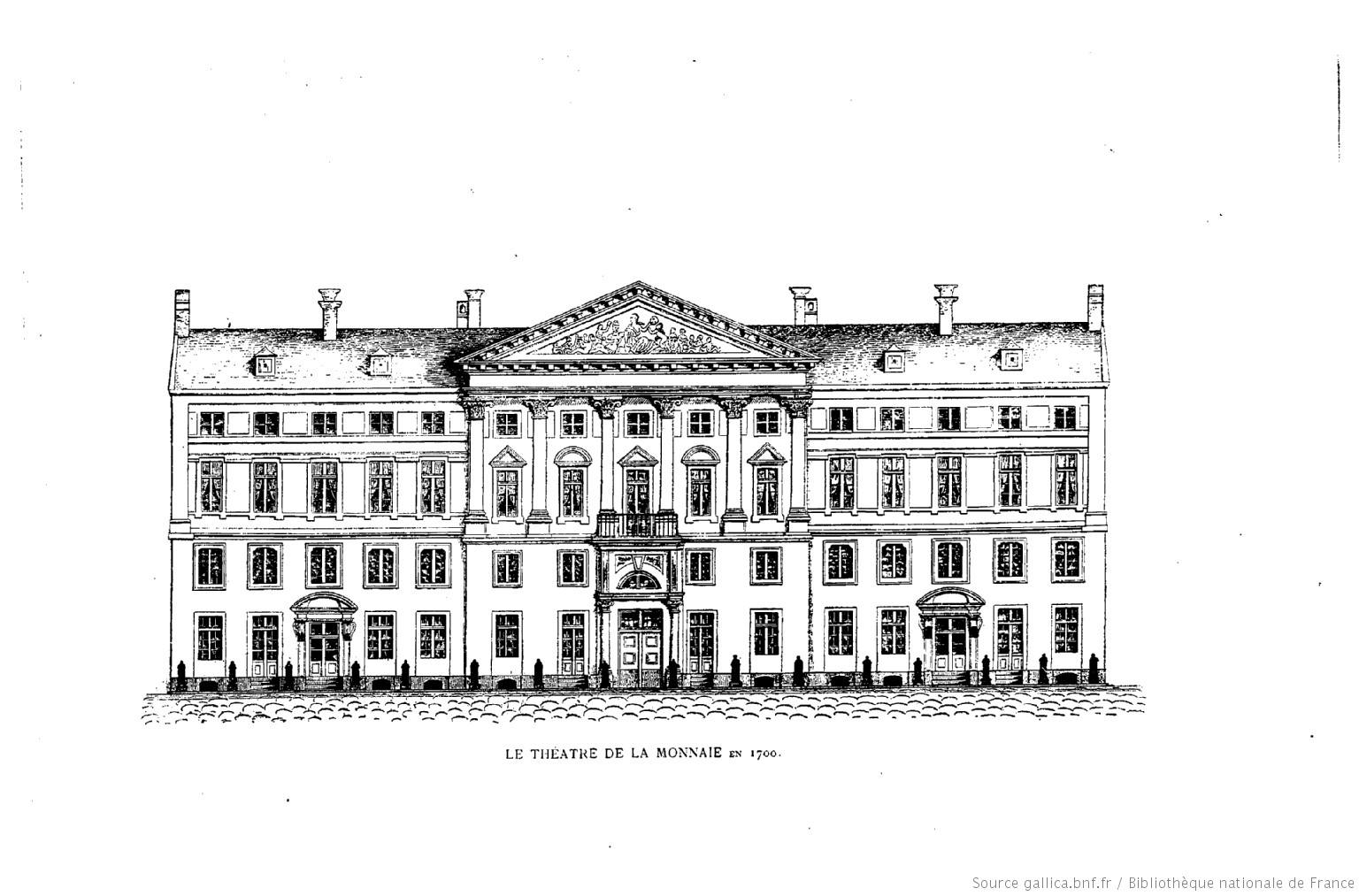
De Muntschouwburg van Fiocco in 1700

Op uitnodiging van prins Eugeen Alexander van Thurn en Taxis vestigde hij zich in de zomer van 1682 in Brussel. Hij werd kapelmeester in de Zavelkerk en gaf in 1691 Sacri Concerti a una e piû voci uit in Antwerpen. Met Gio Paolo Bombarda nam Fiocco vanaf 1694 deel aan de doorstart van de Opéra du Quai au Foin, om vanaf 1700 de eerste muziekdirecteur van de Muntschouwburg te worden.
Zijn zoon Giuseppe Ettoro Fiocco, geboren in Brussel, volgde zijn vader op als kapelmeester en gaf Motetti a 4 voci et 4 stromenti uit. Pietro Antonio had meerdere zonen die in de muziek werkzaam waren, waaronder Jean-Joseph Fiocco en de meer bekende Joseph-Hector Fiocco.